# Wilde Sau
Wilde Sau (em português: Javali selvagem) foi um termo usado pela Luftwaffe, durante a Segunda Guerra Mundial, para descrever as técnicas e tácticas a serem implementadas no ataque de caças alemães contra os bombardeiros nocturnos britânicos que faziam missões de bombardeamento em espaço aéreo alemão.